# É. Kiss Katalin
É. Kiss Katalin (Debrecen, 1949. május 31. –) Széchenyi- és Bolyai-díjas nyelvész, egyetemi tanár, a Magyar Tudományos Akadémia levelező (2007), majd rendes (2013) tagja. A generatív nyelvelmélet és a magyar mondattan neves kutatója. A Kossuth Lajos Tudományegyetem, az Eötvös Loránd Tudományegyetem és a Pázmány Péter Katolikus Egyetem egykori oktatója.

## Életútja
1967-ben érettségizett a debreceni Kodály Zoltán Zeneművészeti Szakközépiskolában, majd a Kossuth Lajos Tudományegyetem Bölcsészettudományi Karának magyar–angol szakos hallgatója volt. 1972-ben itt szerzett középiskolai tanári diplomát, és még ugyanebben az évben tanársegédi állást kapott az egyetem Angol Tanszékén. 1978-ban adjunktussá léptették elő. Eközben 1975–1976-ban a Montréali Egyetemen  dolgozott kutatóként. 1979-től 1986-ig az Eötvös Loránd Tudományegyetem Angol Tanszékén oktatott adjunktusként, majd 1982-től docensként. 1986 óta az MTA Nyelvtudományi Intézet, majd jogutódai, 2019-től az ELKH Nyelvtudományi Kutatóközpont, 2023-tól pedig a HUN-REN Nyelvtudományi Kutatóközpont kutatója. Itt 1986 és 1991 között tudományos főmunkatársként dolgozott, 1991-től tudományos tanácsadó, majd 2007-től kutatóprofesszor, 2019 óta pedig emeritus kutatóprofesszor. Ezzel párhuzamosan 2007 és 2019 között a Pázmány Péter Katolikus Egyetem BTK Elméleti Nyelvészet Tanszékének egyetemi tanára volt, 2008-tól 2019-ig pedig az egyetem Nyelvtudományi Doktori Iskolájának vezetését is ellátta. 1988 tavaszi félévében vendégtanárként a Stuttgarti Egyetemen , 2006 tavaszi félévében pedig a Potsdami Egyetemen  is oktatott.
Kutatásait és tanulmányait több rangos ösztöndíj támogatta. 1997 és 2000 között Széchenyi professzori ösztöndíjas, 2001-ben Charles Simonyi kutatói ösztöndíjas volt. Az 1985/1986-os tanévet Sloan-ösztöndíjasként  a Massachusetts Institute of Technology-n, az 1992/1993-as tanévet pedig Mellon-ösztöndíjasként  a stanfordi Center for Advanced Study-ban töltötte.

## Családja
Édesapja É. Kiss Sándor nyelvész. Férje Zétényi Tamás, házasságukból két fiúgyermek, András és Tamás, valamint egy leánygyermek, Zsófia született.

## Munkássága
É. Kiss Katalin a nyelvészet számos különböző területén tevékenykedett, de vizsgálatai fókuszában elsősorban a nyelvelmélet – azon belül is a szintaxis – áll, de emellett kiemelten foglalkozott nyelvtörténettel és uralisztikával is. Kutatásai során visszatérően foglalkozott a szintaxissal érintkező morfológiai, szemantikai és pragmatikai kérdésekkel is. Munkásságának középpontjában egyértelműen az emberi nyelv szintaxisa áll. Kutatásainak legfőbb, és érdeklődésének mindvégig előterében álló témáját, a magyar nyelv grammatikáját is ebből a szemszögből vizsgálja és elemzi. A generatív nyelvelmélet hipotéziseit továbbgondolva, adott esetben saját korábbi téziseit is meghaladva jutott el számos eredeti, bármely elméleti keret számára jelentőséggel bíró empirikus felfedezésére a magyar és más nyelvek grammatikai rendszerében.
Kutatásai közül kiemelkednek a topik és fókusz szintaxisára irányuló vizsgálatai, amelyek a generatív nyelvelméleten belül új alapokra helyezték a magyar mondatszerkezet elemzését. Egy sor munkájában kimutatta, hogy a látszólag szabad szórendű magyar mondat ige előtti részének felépítését rendkívül szigorú szabályok határozzák meg. Ezek a szabályok azonban nem elsősorban a nyelvtani szerepekre, hanem sokkal inkább olyan diskurzusbeli funkciókra érzékenyek, mint a topik- és fókuszszerep – ám ezeket ugyanolyan szigorúsággal veszik figyelembe, mint a kötött szórendű nyelvek szórendi szabályai a nyelvtani funkciókat. Ezeknek a kutatásoknak az alapeszméi közeli rokonságot mutatnak nemcsak a prágai iskola vonatkozó felismeréseivel, hanem – ahogy É. Kiss Katalin maga is több ízben tárgyalta – Brassai Sámuelnek a 19. század közepén megfogalmazott, a magyar mondatszórendre vonatkozó gondolataival is. Az általa a magyar nyelvre kidolgozott szintaktikai elemzést a szakma hamar kiterjesztette más nyelvekre is. A generatív nyelvészetben a szintaktikai topikalizáció és fókuszálás jelenségkörét a mai napig az őáltala lefektetett „diskurzus-konfigurációsság” fogalomkörében tárgyalják.
A magyar mondattan területén visszatérően vizsgálta az ige utáni szabad szórend kérdéseit, a tagadás és a logikai hatókör szintaktikai kifejeződését, a birtokos szerkezetek és a velük rokon főnévi igeneves, valamint névutós szerkezetek tulajdonságait, továbbá azigekötőket is magába foglaló elemosztály különféle típusainak viselkedését. A magyar nyelv szintaktikai jellemzőit mindig általánosabb nyelvközi szabályszerűségek összefüggésrendszerébe illesztve értelmezte. Erről tanúskodnak a magyar nyelv mondattanáról szóló, jelentős részben saját eredményeit szintetizáló áttekintő munkái is, így mindenekelőtt a Cambridge University Pressnél megjelent The Syntax of Hungarian című monográfiája.
Szinkrón szintaktikai munkássága nem kizárólag a magyar nyelvhez kapcsolódik. Elemezte például a japán kettős alanyú mondatok szerkezetét. Meggyőzően érvelt amellett, hogy az angolban egy alacsonyabban és egy magasabban elhelyezkedő alanyi pozíciót szükséges megkülönböztetni. A magyarral való összevetésben tanulmányozta az angol típusú cleft konstrukciót, melyet párhuzamba állított a magyar nyelv ige előtti fókuszt tartalmazó szerkezetével.
A szintaxishoz kapcsolódóan foglalkozott jelentéstani – szemantikai és pragmatikai – jelenségekkel is. A mondattopikkal kapcsolatos munkái segítettek tisztázni e jelentéstani szerep összetettségét, amelynek a különféleképp definiálható „régi”, illetve „új” információs státuszok ellentétpárjai mellett a „logikai alany” funkció is elválaszthatatlan részét képezi. A magyar és más nyelvek adatai alapján világosan elhatárolta egymástól a fókusz fogalmán belül az információs fókuszt és a kimerítően értelmezett azonosító fókuszt – ezektől elkülönülten kezelve a szembeállítás (kontrasztivitás) vonását. Elemezte a több kérdőszót tartalmazó kérdések értelmezését, valamint a magyar mondat aspektuális jelentését és az igekötők szerepét ennek meghatározásában. A magyarban kitüntetett mondatszerkezeti pozícióhoz is kapcsolt, kötelezően disztributív kvantorok értelmezésének kérdéskörén belül kísérletes módszerekkel tanulmányozta a kvantifikáció óvodáskori elsajátítási folyamatait.
A magyaron kívüli mai uráli nyelvekre irányuló kutatásai a 2000-es évektől kezdődően munkásságában szorosan összefonódnak az uráli nyelvek – köztük kiemelten a magyar nyelv – nyelvtörténetének tanulmányozásával. Ebben a szellemben elemezte az udmurt -jez toldalék nyelvtörténeti változásait, a magyar igeidő- és aspektusrendszer átalakulását, a magyar hogy kötőszó nyelvtörténeti eredetét, a hanti mellérendelő kötőszók létrejöttét, és az ősmagyar nyelv feltételezett alany–tárgy–ige alapszórendű mondatszerkezetének a mai magyar mondatstruktúra irányába történő átalakulását. Az általa vezetett kutatási projektek keretében létrehozott nyelvi korpuszok, így az Ómagyar Korpusz, a Hanti Adatbázis, valamint a Párhuzamos Bibliaolvasó a magyar nyelvtörténet és az uráli nyelvek kutatóközösségét szolgálják.
1973-ban védte meg egyetemi doktori disszertációját, 1979-ben kandidátusi, majd 1991-ben akadémiai doktori értekezését.
Több mint 260 tudományos publikáció szerzője, illetve szerkesztője. Saját munkái mellett az 1990-es évektől kezdve rendszeresen jelennek meg (társ)szerkesztésében kötetek, elsősorban a szintaxis és a nyelvtörténet területén. Kutatói munkássága mellett számos tudományos ismeretterjesztő és oktatási célt szolgáló művet is közreadott.
Tagja volt a Nyelvtudományi Közlemények (1985–1990), a The Linguistic Review (1992–), az Acta Linguistica Hungarica (1998–2009), valamint a Natural Language and Linguistic Theory (2008–2012) szerkesztőbizottságának. 2001–2024 között a Theoretical Linguistics társszerkesztője, 2009–2019 között az Acta Linguistica Hungarica (2017-től Acta Linguistica Academica) szerkesztőjeként tevékenykedett.
A tudományos és oktatói tevékenység mellett a tehetséggondozásban is aktívan részt vesz: 2003-ban Péntek Jánossal közösen létrehozta az erdélyi Nyilas Misi Tehetségtámogató Egyesületet és annak magyarországi alapítványát.

### Társasági tagságai és elismerései
Kiemelkedő tudományos munkásságának elismeréseként több hazai és nemzetközi tudományos társaság választotta tagjai közé. 2007-ben a Magyar Tudományos Akadémia levelező, majd 2013-ban rendes tagjává választották. Nemzetközi megbecsültségét jelzi, hogy 2005-ben az Európai Akadémia (Academia Europaea) tagja, majd 2021-ben a Brit Akadémia  levelező tagja lett.
Tudományos eredményeit és társadalmi szerepvállalását számos díjjal és kitüntetéssel ismerték el. 1985-ben a Magyar Nyelvtudományi Társaság Gombocz Zoltán-díját vehette át. 1994-ben öt rangos Center for Advanced Study (Stanford, Princeton, Berlin, Wassenaar és Észak-Karolina) neki ítélte a New Europe Prize nevű díjat, melynek pénzjutalmából megalapította a magyar nyelvészeket támogató Telegdi Zsigmond-ösztöndíjat. 2004-ben Palladium-díjjal, 2009-ben a A Magyar Köztársasági Érdemrend tisztikeresztjével, majd 2011-ben Széchenyi-díjjal jutalmazták. 2015-ben Prima Primissima díjat kapott, végül 2017-ben a Bolyai János alkotói díjjal ismerték el nyelvészeti munkásságát, ezzel ő lett az első nő, aki ilyen magas kitüntetésben részesülhetett.

## Főbb művei
- Shakespeare szonettjei Magyarországon (1975) Budapest: Akadémiai Kiadó.
- A magyar mondatszerkezet generatív leírása (1983) Budapest: Akadémiai Kiadó.
- Configurationality in Hungarian (1987) Dordrecht: Kluwer.
- The syntactic structure of Hungarian (szerk., társszerk. Kiefer Ferenc) (1994) San Diego: Academic Press.
- Discourse Configurational Languages (szerk.) (1995) Oxford: Oxford University Press.
- É. Kiss Katalin, Kiefer Ferenc, Siptár Péter: Új magyar nyelvtan (1998) Budapest: Osiris.
- Újabb tanulmányok a strukturális magyar nyelvtan és a nyelvtörténet köréből (szerk., társszerk. Bakró-Nagy Marianne, Bánréti Zoltán) (2001) Budapest: Osiris.
- The Syntax of Hungarian (2002) Cambridge: Cambridge University Press.
- Anyanyelvünk állapotáról (2004) Budapest: Osiris.
- Verb clusters. A study of Hungarian, German and Dutch (szerk., társszerk. Henk van Riemsdijk) (2004) Amsterdam–Philadelphia: John Benjamins. (Linguistik aktuell)
- Event Structure and the Left Periphery (szerk.) (2006) Dordrecht: Springer.
- Adverbs and Adverbial Adjuncts at the Interfaces (szerk.) (2009) Berlin: Mouton de Gruyter.
- Nyelvelmélet és diakrónia 1–3. (társszerk.) (2011, 2014, 2017) Budapest – Piliscsaba: PPKE BTK.
- Nyelvelmélet és dialektológia 1–4. (társszerk.) (2009, 2012, 2015, 2018) Budapest – Piliscsaba: PPKE BTK.
- Nyelvelmélet és kontaktológia 1–4. (társszerk.) (2010, 2013, 3017, 2020) Budapest – Piliscsaba: PPKE BTK.
- The evolution of functional left peripheries in Hungarian syntax (szerk.) (2014) Oxford: Oxford University Press. (Oxford studies in diachronic and historical linguistics)
- Magyar generatív történeti mondattan (szerk.) 2014. Budapest: Akadémiai Kiadó.
- Linguistic and Cognitive Aspects of Quantification (szerk., társszerk. Zétényi Tamás) (2018) Cham: Springer.
- Syntax of Hungarian: Postpositions and Postpositional Phrases (szerk., társszerk. Hegedűs Veronika) (2021) Amsterdam: Amsterdam University Press.